# Zaman Sjah Durrani
Zaman Sjah Durrani (Pasjtoe/Perzisch: زماں شاہ درانی) (c. 1770 – Ludhiana, 1844 of 1845) was heerser van het Durrani-rijk van 1793 tot 1800. Hij was de kleinzoon van Ahmed Sjah Durrani en de vijfde zoon van Timur Sjah Durrani.

## Biografie
Zaman Shah Durrani greep de macht in het Durrani-rijk na de dood van zijn vader Timur Sjah, nadat hij met de hulp van de Barakzai-stam zijn rivaliserende broers had verslagen. Hij dwong zijn belangrijkste rivaal, Mahmud Shah Durrani, hem trouw te zweren, maar moest in ruil daarvoor afstand doen van het gouverneurschap van Herat. 
Hij probeerde net als zijn vader delen van India te veroveren, maar stuitte op de Sikhs en de Britten. De Britten zetten de Sjah van Perzië ertoe aan om Afghanistan binnen te vallen, waardoor Zaman gedwongen was om zich te concentreren op de verdediging van zijn eigen gebieden.
Het lukte Zaman op enig moment om Mahmud uit Herat te verdrijven, maar door een alliantie met Fateh Khan aan te gaan kon Mahmud terugslaan, waarna Zaman moest vluchten. 

### Latere jaren
Nadat de broer van Zaman, Sjah Shuja Durrani, Mahmud Shah Durrani in 1803 van de troon had gestoten kon Zaman terugkeren. Hij leefde tot 1809 in luxe, totdat Mahmud Shah Durrani opnieuw de macht greep. Shuja Shah werd gevangengenomen, maar Zaman slaagde erin om naar Lahore te ontsnappen. Daar werd hem door Maharaja Ranjit Singh asiel verleend. Na een paar jaar verhuisde Zaman Shah naar Ludhiana, waar hij van een door de Britten verstrekte toelage leefde. Zaman Shah keerde daarna nooit meer terug naar Afghanistan, zelfs niet nadat Shuja Shah Durrani de troon had heroverd.
Zaman stierf in Ludhiana op 13 september 1844 of 1845. Hij ligt begraven in de Ahmad al-Fārūqī al-Sirhindī Mazar in Sirhind.

## Galerij

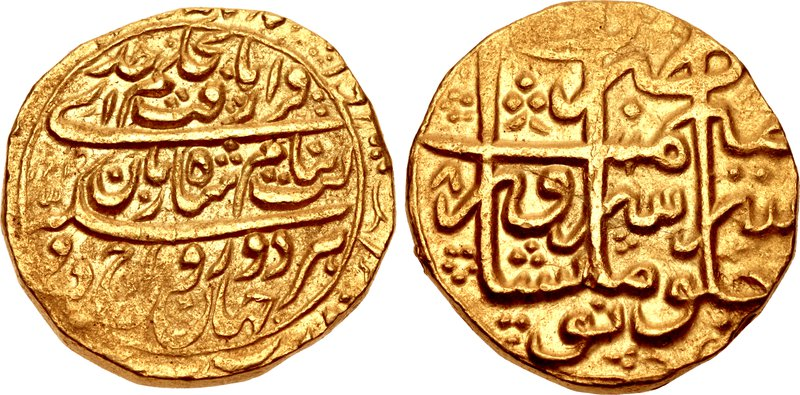
Munt van Zaman Shah Durrani geslagen in Peshawar
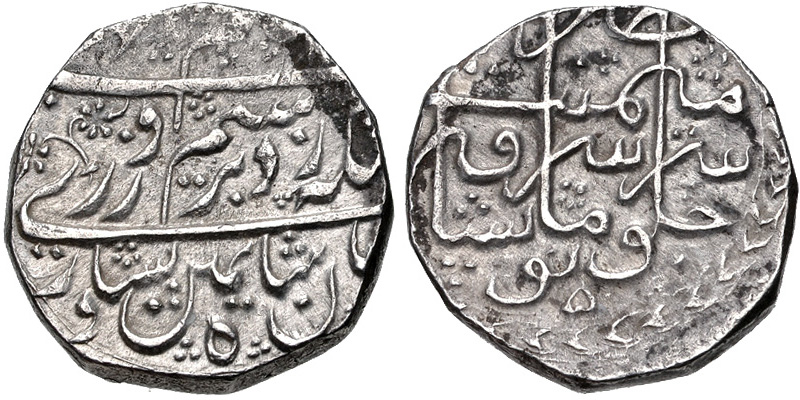
Munt van Zaman Shah Durrani geslagen in Peshawar
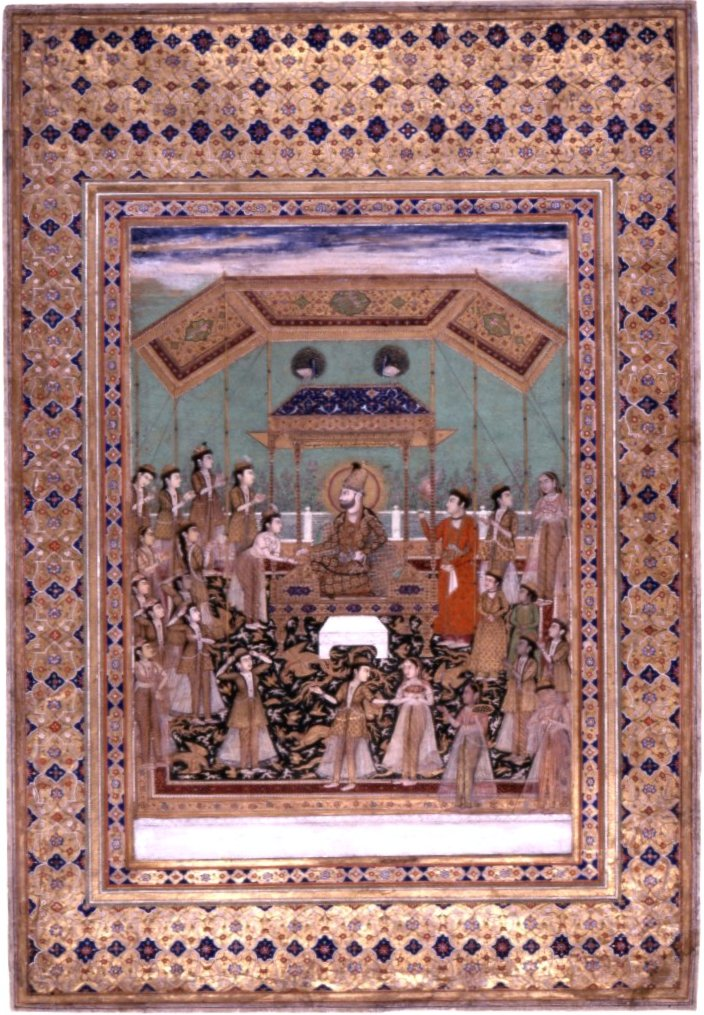
Zaman Shah Durrani in Durbar